# Into the New World (álbum)
Girls' Generation the 1st Asia Tour: Into the New World é o primeiro álbum ao vivo do girl group sul-coreano Girls' Generation. Foi gravado durante a turnê Into the New World.

## História
Em 17 de dezembro de 2010 foi anunciado pela primeira vez que Girls' Generation estariam lançando seu primeiro álbum ao vivo. Ele foi gravado em 19 de dezembro de 2009 no Olympic Fencing Gymnasium durante a turnê "Girls' Generation's 1st Asia Tour". O álbum contém um total de 38 faixas em 2 CDs, incluindo duas faixas-bônus; gravações em estúdio de "Singin' in the Rain" e "Beautiful Girls".

## Lista de faixas

### CD 1
| N.º | Título                                                                       | Duração |  |
| 1.  | "Nine Angels"                                                                | 4:38    |  |
| 2.  | "Tell Me Your Wish (Versão Remix Rock Tronic)"                               | 4:37    |  |
| 3.  | "Show! Show! Show!"                                                          | 3:34    |  |
| 4.  | "Girls' Generation"                                                          | 3:50    |  |
| 5.  | "Beginning"                                                                  | 3:03    |  |
| 6.  | "It's Fantastic"                                                             | 3:31    |  |
| 7.  | "Etude"                                                                      | 3:13    |  |
| 8.  | "Ooh La-La!"                                                                 | 3:54    |  |
| 9.  | "Kissing You"                                                                | 3:19    |  |
| 10. | "One Year Later (Jessica & Onew)"                                            | 4:01    |  |
| 11. | "Introduce Me a Good Person (Yoona com Eunhyuk & Shindong) (cover de Basis)" | 2:56    |  |
| 12. | "Sunny (Sunny) (cover de Bobby Hebb)"                                        | 3:10    |  |
| 13. | "Umbrella (Tiffany) (cover de Rihanna)"                                      | 3:22    |  |
| 14. | "Hush Hush; Hush Hush (Taeyeon) (cover de Pussycat Dolls)"                   | 3:37    |  |
| 15. | "Chocolate Love"                                                             | 3:14    |  |
| 16. | "Honey"                                                                      | 3:15    |  |
| 17. | "Dear Mom"                                                                   | 4:05    |  |
| 18. | "Forever"                                                                    | 4:40    |  |

### CD 2
| N.º | Título                                                                                         | Duração |  |
| 1.  | "Day By Day"                                                                                   | 4:01    |  |
| 2.  | "My Child"                                                                                     | 3:36    |  |
| 3.  | "Barbie Girl (Jessica com Key) (cover de Aqua)"                                                | 3:13    |  |
| 4.  | "Santa Baby (Sooyoung)"                                                                        | 3:50    |  |
| 5.  | ""Alborada del Gracioso" - 4º movimento de Miroirs, por Maurice Ravel (piano solo de Seohyun)" | 0:43    |  |
| 6.  | "Sixteen Going on Seventeen (Seohyun) (cover de The Sound of Music)"                           | 1:53    |  |
| 7.  | "Over the Rainbow"                                                                             | 3:10    |  |
| 8.  | "1, 2 Step (Yuri com Amber) (cover de Ciara)"                                                  | 2:40    |  |
| 9.  | "Into The New World"                                                                           | 4:25    |  |
| 10. | "Be Happy"                                                                                     | 3:31    |  |
| 11. | "Way To Go"                                                                                    | 3:04    |  |
| 12. | "Gee"                                                                                          | 3:20    |  |
| 13. | "Touch The Sky"                                                                                | 5:11    |  |
| 14. | "NaengMyeon"                                                                                   | 3:37    |  |
| 15. | "HaHaHa"                                                                                       | 3:16    |  |
| 16. | "Complete"                                                                                     | 3:56    |  |
| 17. | "Baby Baby"                                                                                    | 3:11    |  |
| 18. | "Oh!"                                                                                          | 3:07    |  |

### Faixas-bônus
| N.º | Título                                    | Duração |  |
| 1.  | "Beautiful Girls (com Yoo Young-jin)"     | 3:58    |  |
| 2.  | "Singin' in the Rain (versão de estúdio)" | 2:46    |  |

## Histórico de lançamento
| País          | Data                                     | Distribuidora          | Formato |
| ------------- | ---------------------------------------- | ---------------------- | ------- |
| Coreia do Sul | 30 de dezembro de 2010                   | SM Entertainment       | CD      |
| Taiwan        | 4 de março de 2011                       | Universal Music Taiwan | CD      |
| Filipinas     | 9 de abril de 2011 (lançamento especial) | MCA Music              | CD      |
| Filipinas     | 16 de abril de 2011 (lançamento oficial) | MCA Music              | CD      |

## Desempenho nas tabelas
| Tabela             | Melhor posição |
| ------------------ | -------------- |
| Gaon Chart semanal | 1              |
| Gaon Chart mensal  | 2              |